# Alison Cockburn
Alison Cockburn, även känd under namnen Alison Rutherford och  Alicia Cockburn, född den 8 oktober 1712 i Selkirkshire, död den 22 november 1794 i Edinburgh, var en skotsk poet.
Alison Cockburn var en centralgestalt inom sällskapslivet i upplysningens Edinburgh. Hon samlade omkring sig en krets av framstående personer, bland andra Walter Scott, Robert Burns och David Hume. I övrigt är hon mest känd för sin version av Flowers of the Forest.